# 桃园街道 (通化市)
桃园街道，是中华人民共和国吉林省通化市二道江区下辖的一个乡镇级行政单位。

## 行政区划
桃园街道下辖以下地区：
东江社区、双环社区、振兴社区、立新社区、前台社区和电源社区。